# Mirtha Borges
Mirtha Beatriz Borges (La Guaira, 1 de octubre de 1934 – Valencia, estado Carabobo, 7 de diciembre de 2015) fue una actriz venezolana de teatro cine y televisión.

## Biografía
Nació dentro de una familia de cuatro hermanos. Cursó el bachillerato en el Liceo Vargas de La Guaira. Luego, Mirtha Borges se mudó a la parroquia La Pastora de Caracas, cuando tenía 16 años. Estudió durante cuatro años la carrera de Artes en la Universidad Central de Venezuela. Participó en varias telenovelas de Venevisión y en algunas películas venezolanas. También actuó en varias obras del grupo de teatro infantil Tilingo y fue miembro de su junta directiva. Mirtha Borges tuvo tres hijas y cinco nietos, durante muchos años vivió en Caracas. Pasó sus últimos días en la ciudad de Valencia, a la que tuvo que trasladarse debido una enfermedad que la fue deteriorando durante nueve años hasta culminar en el Alzheimer . Falleció el 7 de diciembre de 2015. Sus restos fueron cremados en total discreción ante sus familiares.

## Filmografía

### Cine
- Macho y hembra (1984)....Mirta
- Oriana (1985)....Fidelia
- Fin de round (1992)
- Rosa de Francia (1995)
- Milagro en la Sabana (1997)
- 100 años de perdón (1998)....Consuelo
- Amaneció de golpe (1998)
- El tinte de la fama (2008)....Encarnación
- La virgen negra (2008)....Lucrecia
- Corpus Christi  (2014)....Mamá Toña

### Programas de humor
- ¡Qué locura! - Doña Juana (Te voy a sorprender)

### Telenovelas
- Pobre negro (1975)
- Rosa Campos, provinciana (1980)....Olimpia
- La dueña(1984-1985) .... Berta
- Inmensamente tuya (1987) ....Matiti
- Amor de Abril (1988) ...... Celsa de Duarte
- Niña bonita (1988)....Dolores
- Paraíso (1989) ....Benita
- Pasionaria (1990)....Anastasia
- Mundo de fieras (1991)....Chabela Soriano
- Por amarte tanto (1992/1993)....Doña Triny
- Morena Clara (1994)....Majuana
- Como tú ninguna (1995)....Botella
- Pecado de amor (1995/1996) .... Olivia
- Amor mío (1997)....Mercedes
- Cuando hay pasión (1999)....Rosaria Boromeo
- Mujercitas (1999)....Micaela
- Toda Mujer (1999).... Carolina
- Hechizo de amor (2000)....Marina de Alcántara
- Mambo y canela (2002)
- Sonhos Traídos (2002) .... Juana
- El amor las vuelve locas (2005)....Luisa
- Ciudad Bendita (2006)....Bertha / Jacinta
- Arroz con Leche (2007/2008)....Carmensa
- Caramelo e' Chocolate (2008)....Daría
- Amor urbano (2009)....Doña Ana
- Amor urbano (2da temporada) (2010)....Doña Ana
- Harina de otro costal (2010) .... Natividad Chirinos